# Pepe Iglesias
José Ángel Iglesias Sánchez, conocido artísticamente como Pepe Iglesias «El Zorro» (Buenos Aires, 11 de febrero de 1915-Santiago de Chile, 4 de marzo de 1991) fue un humorista argentino que, si bien desarrolló gran parte de su carrera en su país natal, también estuvo afincado temporalmente en Chile y España.

## Biografía

### Inicios
Hijo de inmigrantes españoles, nació en Buenos Aires en 1915, y debutó en el cine con Dos amigos y un amor, de 1937. Tras desarrollar su carrera artística en su Argentina natal, donde intervino en una decena de películas y colaboró en programas de radio, se instaló en España el 2 de mayo de 1952 y poco después debutó ante el público español a través de una emisora de radio, Radio Madrid, propiedad de la Cadena SER, Sociedad Española de Radiodifusión.
Un año más tarde debutó en el cine español con la película ¡Che, qué loco!, de Ramón Torrado, junto a Pepe Isbert y Emma Penella.
Seguidamente, fue fichado por la Cadena SER y se convirtió en una de las estrellas radiofónicas más cotizadas en España. Dotado de una asombrosa capacidad para interpretar a diferentes voces, atribuidas a diferentes personajes, como Don Tapadera y el Finado Fernández, que fue uno de los más populares, todos ellos conviviendo en un imaginario «Hotel la Sola Cama» (donde hay bronca toda la semana). Asimismo, ejecutaba melodías con un silbido extraordinariamente brillante. Iglesias, bajo el apodo de El Zorro, pasó a ser uno de los cómicos por excelencia de la España de los años cincuenta.
De aquella época data también su faceta como compositor, al crear el tema de marcado tono sarcástico Eso es el amor (1956), y que llegó a convertirse en un clásico de la música española en las voces de Gloria Lasso, el Trío Acuario o incluso artistas internacionales como Manhattan Transfer o Mina.
Sus coletillas pronto pasaron al lenguaje cotidiano y era habitual escuchar frases que hizo famosas como Seré bereve... en lugar de Seré breve; está loca la pelota, ¡Ay, qué risibilidad me dan las cosas risibles! o del Finado Fernández nunca más se supo. Como famosa se hizo la sintonía con la que comenzaban sus programas: Yo soy “El Zorro”, zorro, zorrito, para mayores y pequeñitos; yo soy El Zorro, señoras, señores, de mil amores, voy a empezar, seguida de una de sus características melodías silbadas. 
Con la llegada de la televisión a España, probó suerte en el nuevo medio (Gran Parada). Sin embargo, su forma de hacer reír, eminentemente lingüística, no superó la adaptación a los nuevos tiempos.
Regresó entonces a la Argentina en 1964, y poco a poco fue espaciando sus espectáculos hasta su retirada definitiva. En este período, logró recuperar su gran popularidad en ciclos televisivos como «Zorrorisas» 1964 a 1970 en el Canal 11 de Buenos Aires, con la dirección de Muzaccio, y luego en el Canal 9.

### Últimos años en TV y radio
Regresó a España a fines de 1970 y volvió a su país natal en 1980 con «Peperrisas» (1980) y «Service de Humor» (1981/82), ambos ciclos emitidos por Canal 13 de Buenos Aires, en donde Iglesias realizaba sketchs exitosos como «Los Polonios» (junto a Manuel Emilio Cativa, tucumano que lo acompañó en todos los programas de TV hasta 1982) y «a Señora Porhora». Por radio hizo «Supershow» (1980), los sábados por Radio Belgrano de Buenos Aires, en donde hacía personajes recordados como «Comandante Caruso». Se recuerdan las frases de sus personajes, tales como «No se lo diga, Polonio, que adivine», «No me digas lo más mínimo que te digo lo más máximo», «Docena mais um: Treece», «Hecho por Délo» y «¿Cómo se llama éste programa (sic)?». Su última actuación radial fue en 1988, en el programa «Dándonos la mano», por Radio América de Buenos Aires. 
En 1981 recibió el Diploma al Mérito otorgado por la Fundación Konex, en la disciplina Actor de Comedia.
Falleció en Santiago de Chile el 4 de marzo de 1991, a los 76 años.

## Filmografía
- Pobre pero honrado (1955)
- ¡Che, qué loco! (1953) .... Pepe Valdés
- Los sobrinos del zorro (1952)
- Como yo no hay dos (1952)
- El heroico Bonifacio (1951)
- Si usted no puede, yo sí (1951)
- El zorro pierde el pelo (1950) ... Pedro Medina
- Piantadino (1950)
- Avivato (1949)
- El barco sale a las diez (1948)
- Un ángel sin pantalones (1947)
- El tercer huésped (1946) ... Antonio Larrau / Gómez
- Mi novia es un fantasma (1944)
- Llegó la niña Ramona (1943)
- 24 horas en libertad (1938)
- El mono relojero (1938)... Voces y sonidos
- Dos amigos y un amor (1937)

Banda sonora
- La próxima estación (1982)
- Las tres coquetonas (1960)
- La nave de los monstruos (1960)